# Beta-Pineno
beta-Pineno (β-pineno) é um líquido incolor, solúvel em álcool, mas não água. Ele tem aroma de madeira de pinheiro. Ocorre naturalmente no alecrim, salsa, endro, alfavaca, milefólio e rosa.
Estuda-se o efeito inibidor de β-pineno, eugenol, e α-pineno sobre o crescimento de bactérias Gram-positivas causadoras potenciais de endocardite infecciosa.